# Юстиниан Валлийский
Юстиниа́н (VI век) — отшельник валлийский, священномученик. День памяти — 5 декабря.
Святой Юстиниан (Justinian), или Йёстин (Jestin), или Стинан (Stinan) родился в Бретани в благородной семье. Будучи рукоположен во священника, он покинул родные края и отправился в Южный Уэльс, став отшельником на острове Рамсей (Isle of Ramsey), что у берегов Диведа. 
Когда св. Давид Валлийский прознал про благочестие и святость Юстиниана, он пригласил его к себе и даровал дома как на острове, так и на континенте.
Однако, согласно преданиям, враг рода человеческого не оставлял Юстиниана. Моряки сообщили ему, что св. Давид заболел, и надо срочно к нему плыть. Выйдя в море, св. Юстиниан убедился, что это были бесы, и стал читать 79 псалом. Когда он дошёл до соответствующего места, то они разлетелись как чёрные вороны. Благополучно высадившись, он встретил св. Давида в добром здравии. В другой раз бес напал на него через его трёх слуг. Когда св. Юстиниан благословил их заняться делом, они разъярились, повалили его на землю и обезглавили. Чудесный целебный источник забил на том месте, куда упала его св. глава. Слуги же были поражены проказой и были вынуждены жить в изоляции на скале, известной как «камень прокаженных».
Как и святой Дионисий (память 9 октября), Юстиниан взял свою честную главу в руки и отнёс туда, где хотел бы быть похороненным. Впоследствии на этом месте воздвигли храм. После многочисленных чудес св. Давид перенёс своё тело в новую могилу, что была в этой церкви.
В валлийских календарях св. Юстиниана поминают как мученика. Храм в Лланстинане (Llanstinan, Фишгард) освящён в его честь.